# Sílvia Coll-Vinent i Puig
Sílvia Coll-Vinent i Puig (Barcelona, Barcelonès, 1963) és una filòloga catalana i professora universitària.
Es va llicenciar en Filologia Catalana per la Universitat Autònoma de Barcelona l'any 1985, i és doctora en Filosofia i Lletres (especialitat en Filologia Catalana) per la Universitat d'Oxford (1996), amb la tesi The Reception of English Fictional and Non-fictional Prose in Catalonia (1916-1939), with Particular Reference to Edwardian Literary Culture, encara inèdita. Des del 2000 és professora de literatura catalana contemporània i literatura anglesa a la Facultat de Filosofia de la Universitat Ramon Llull. És també membre del grup de recerca TRILCAT, de traducció i recepció de literatures estrangeres, de la Universitat Pompeu Fabra.
Les seves línies d'investigació se centren en la traducció i recepció de la literatura britànica a Catalunya, i també en la crítica literària catalana contemporània i en la literatura catalana. Ha investigat també sobre la figura del polític i literat Joan Estelrich i Artigues, i sobre diferents aspectes de la història i de la cultura en el periode d'entreguerres, amb especial interès per l'humanisme catòlic.